# Olszewnica Nowa
Olszewnica Nowa (do 14 lutego 2002 Nowa Olszewnica) – wieś sołecka w Polsce położona w województwie mazowieckim, w powiecie legionowskim, w gminie Wieliszew.
W latach 1975–1998 miejscowość administracyjnie należała do województwa warszawskiego. 15 lutego 2002 nastąpiła zmiana nazwy z Nowa Olszewnica na Olszewnica Nowa.
Wierni Kościoła rzymskokatolickiego należą do parafii św. Bartłomieja w Janówku Pierwszym lub do parafii św. Jana Marii Vianneya w Skrzeszewie.

## Urodzeni w Olszewnicy Nowej
- ks. Jan Trzaskoma (1897–1943).
- prof. Stefan Liwski (1921-2019), wieloletni prorektor Szkoły Głównej Gospodarstwa Wiejskiego[11].